# Sankt Martin im Mühlkreis
Sankt Martin im Mühlkreis är en ort och kommun i Österrike. Den ligger i distriktet Rohrbach i förbundslandet Oberösterreich, 170 kilometer väster om huvudstaden Wien. 
Kommunen består av 22 orter (Ortschaften) (inom parentes invånarantal 1 januari 2024):

- Adsdorf (111)
- Allersdorf (81)
- Anzing (326)
- Dunzendorf (75)
- Erdmannsdorf (110)
- Falkenbach (65)
- Falkenberg (115)
- Gerling (374)
- Grub (44)
- Kobling (73)
- Lanzersdorf (150)
- Mahring (139)
- Neuhaus an der Donau (33)
- Oberhart (158)
- Plöcking (226)
- Reith (46)
- Ritzersdorf (170)
- Sankt Martin im Mühlkreis (1 279)
- Unterhart (101)
- Untermühl (46)
- Windischberg (42)
- Windorf (54)